# Brackenridgea madecassa
Brackenridgea madecassa är en tvåhjärtbladig växtart som först beskrevs av Joseph Marie Henry Alfred Perrier de la Bâthie, och fick sitt nu gällande namn av Martin Wilhelm Callmander. Brackenridgea madecassa ingår i släktet Brackenridgea och familjen Ochnaceae. Inga underarter finns listade i Catalogue of Life.